# Oczor
Oczor – miasto w Rosji, w Kraju Permskim. W 2010 roku liczyło 14 238 mieszkańców.